# Agapanthiola sinae
Agapanthiola sinae là một loài bọ cánh cứng trong họ Cerambycidae.